# Сибірське (Калінінградська область)
Сибірське (рос. Сибирское) — селище Полєського району, Калінінградської області Росії. Входить до складу Тургенєвського сільського поселення.
Населення —  43 особи (2015 рік). 

## Населення
| 2002 | 2010 |
| ---- | ---- |
| 22   | ↗43  |